# Fernando Ramos de Alencar
Fernando de Alencar (Porto Alegre, 29 de abril de 1919 - Santiago do Chile, 9 novembro 1994) foi um diplomata brasileiro, secretário-geral do Itamaraty e ministro das relações exteriores do Governo Juscelino Kubitschek.

## Biografia
Filho do Ministro Armando de Alencar, do Supremo Tribunal Federal, e de D. Alice Antunes-Maciel Ramos. Era neto, por via paterna, do almirante Alexandrino de Alencar, da mesma rama do escritor José de Alencar, sendo sobrinho-tetraneto de Bárbara Pereira de Alencar e tetraneto do general francês Pedro Labatut. Pertencia, por via materna, a tradicionais famílias do Rio Grande do Sul.
Fernando de Alencar foi embaixador do Brasil em Santiago (Chile), Bonn (Alemanha), Bogotá (Colômbia), Assunção (Paraguai) e Berna (Suíça). Também serviu em Roma, Washington D.C., Ottawa e Miami.
Foi também negociador e embaixador assinante do Tratado de Itaipu, de 26 de abril de 1973, entre o Paraguai e o Brasil, que permitiu a construção da Hidrelétrica de Itaipu, a maior usina hidrelétrica do mundo, no Rio Paraná.
Entre novembro de 1959 e outubro de 1960, ocupou cinco vezes a pasta das Relações Exteriores no lugar de seu titular Horácio Lafer, na gestão do presidente Juscelino Kubitschek.
Aposentou-se em 1982 e mudou-se para o Chile, onde faleceu em 9 de novembro de 1994. Foi casado com Juíta de Salles, com quem teve três filhos, contraindo segundas núpcias com a chilena Paz Baraona, com quem teve um filho.